# یواس‌اس لوسات (ای‌کی-۱۲۵)
یواس‌اس لوسات (ای‌کی-۱۲۵) (به انگلیسی: USS Lesuth (AK-125)) یک کشتی بود که طول آن ۴۴۱ فوت ۶ اینچ (۱۳۴٫۵۷ متر) بود. این کشتی در سال ۱۹۴۳ ساخته شد.